# Juliette Pardau
Juliette Mariant del Valle Pardau López (Caracas, 21 de agosto de 1986) es una actriz y cantante venezolana.

## Carrera
Su interés por el medio artístico comenzó a los 12 años de edad, cuando participaba en pequeñas piezas teatrales del colegio. Es Licenciada en Comunicación Social, egresada de la Universidad Central de Venezuela (UCV). Su primera participación actoral fue en la pieza teatral A 2,50 la Cuba Libre, compartiendo las tablas con Mimí Lazo, personaje que influyó en su vida para transpolar su carrera a la televisión.
Fue productora del programa de radio de Luis Chataing en su época de estudiante "De nuevo en la mañana" en la estación de radio La Mega 107.3 fm durante 5 años.
Llega a Venevisión, para ganarse un papel en la producción dramática Harina de otro costal, original de Mónica Montañés. A ella siguió la telenovela Natalia del mar, donde interpretó a una niña invidente, Rosarito, personaje emblemático que la dio a conocer entre el público venezolano. En 2013 encarna a Patricia Macho Vergara, en la superproducción de Venevisión De todas maneras Rosa. Paralelo a la televisión, Juliette se ha desempeñado como locutora en el programa El Monstruo de la Mañana de la emisora Caracas 92.9 FM  junto al equipo que conformaban Falco Antonio, Tom Monasterios, Ronald Van der Monty. Además, ha participado en la obra teatral Mujeres infieles. Ha demostrado su talento en la gran pantalla en la comedia dramática Papita, maní, tostón, desempeñándose como protagonista. Le encanta ir al cine, que «es un medio de aprendizaje», y que también practica el canto, porque «lo considero mi otra pasión». Su libro favorito es Ensayo sobre la ceguera, de José Saramago, que cuenta la ayudó a interpretar el papel de Rosarito en Natalia del mar.
Seguiría su carrera artística estando en La esclava blanca de Caracol Televisión interpretando a Isabel de Parreño, después llegaría con El tesoro donde tuvo un papel protagónico, como Jenny Murcia Ruiz. Tendría un pequeño paso por la serie de RCN Televisión El Comandante, interpretando a Zulay Briceño, para después seguir actuando en el país cafetero en la primera temporada de La nocturna, dando vida a Lucy. Se trasladaría a México, donde actuó en dos series. La primera fue El chapo, en la que le dio vida a Graciela, una de las esposas del conocido narco mexicano, y en la segunda, interpretó el papel de Gaby en Falsa identidad.
Volvería a Colombia, donde tuvo dos papeles muy exitosos para su carrera. El primero fue en la serie Bolívar que trata sobre la vida del libertador, en esta interpretó a Feliza Mora, una gran y luchadora mujer, dispuesta a darlo todo por la lucha independentista. Y el segundo, sería en la producción de RCN Televisión Pa´ quererte, que fue su gran salto a la fama en Colombia. En esta producción interpreta a Dany Daza, y protagoniza la historia con Sebastián Martínez y Hanny Vizcaíno. En 2023 interpreta a varios personajes uno de ellos Tía Alison novela colombiana de una tía luchadora que haría lo que fuera por sus sobrinos interpretando a Alison Párraga como protagonista principal.

## Filmografía

### Televisión
| Año       | Título                        | Rol                             | Notas                                                          |
| --------- | ----------------------------- | ------------------------------- | -------------------------------------------------------------- |
| 2010      | Harina de otro costal         | Coromoto «Coromotico» Hernández | Actuación estelar                                              |
| 2011      | Mujeres al límite             |                                 | Episodio: «Me enamoré de un actor porno»                       |
| 2011–2012 | Natalia del Mar               | Rosarito Uribe                  | Actuación estelar                                              |
| 2013–2014 | De todas maneras Rosa         | Patricia Macho Vergara          | Actuación estelar                                              |
| 2016      | El tesoro                     | Jenny Murcia Ruiz               | Protagonista                                                   |
| 2016      | La esclava blanca             | Isabel                          |                                                                |
| 2017      | La Nocturna                   | Lucy                            | 6 episodios                                                    |
| 2017      | Narcos                        | Camila                          | Episodio: «Checkmate»                                          |
| 2017      | El Comandante                 | Zulay Briceño                   | 2 episodios                                                    |
| 2017–2018 | El Chapo                      | Graciela                        | Reparto principal (temporadas 1–2); 12 episodios               |
| 2018–2019 | Falsa identidad               | Gabriela                        | Reparto principal (temporada 1); 73 episodios                  |
| 2019      | Bolívar                       | Feliza Mora                     | Reparto principal; 60 episodios                                |
| 2020–2021 | Pa' quererte                  | Daniela «Dany» Daza             | Reparto principal (temporadas 1–2); 137 episodios Protagonista |
| 2021      | Natalia: crimen y castigo     | Natalia Ponce                   | Protagonista                                                   |
| 2021-2022 | La nieta elegida              | Vivian Roldán                   | Antagonista                                                    |
| 2022      | Hasta que la plata nos separe | María Victoria "Vicky" Pardo    | Antagonista                                                    |
| 2022      | La novia tóxica               | María Victoria "Vicky" Pardo    | Protagonista (serie web)                                       |
| 2023      | Tía Alison                    | Alison Párraga                  | Protagonista                                                   |

### Cine
| Año  | Película             | Rol     | Director          | Notas |
| ---- | -------------------- | ------- | ----------------- | ----- |
| 2013 | Papita, maní, tostón | Julissa | Luis Carlos Hueck |       |
| 2014 | La rectora           |         | Mateo Stivelberg  |       |
| 2017 | Papita 2da. Base     | Julissa | Luis Carlos Hueck |       |

## Teatro
- Toc Toc (Original de Laurent Baffie) .
- A 2.50 la Cuba libre (Original de Ibrahim Guerra)
- Pantaleón y las visitadoras (Original de Mario Vargas Llosa)
- La Serotonina (Creación colectiva - Deca Teatro)
- Circle mirror transformation (Original de Annie Baker)
- Adulterio (Original de Woody Allen)
- Mujeres Infieles / Texto y Dirección: Enrique Salas
- Hércules (Musical Infantil)
- Meñique (Musical infantil)
- Mujeres a la plancha (Musical)
- Mi madre mi novia y yo (Comedia Mechi Bove)